# Harita ferrealis
Harita ferrealis är en fjärilsart som beskrevs av George Francis Hampson 1893. Harita ferrealis ingår i släktet Harita och familjen nattflyn. Inga underarter finns listade i Catalogue of Life.